# Cesari (cònsol 397)
Flavi Cesari ( en grec antic: Καισάριος; f. 386–403) va ser un polític de l'Imperi Romà d'Orient, que va servir sota els emperadors Teodosi I i Arcadi. Cesari va ser magister officiorum (386-387), prefecte del pretori d'Orient (395-397 i 400-403) i cònsol el 397.

## Biografia
Cesari era fill del cònsol de l'any 361, Taure, i germà gran d'Aurelià, amb qui va lluitar pel poder i d'Euticià. Sozomen esmenta la seva devoció per la seva esposa.
L'any 387, com a magister officiorum, va ser enviat per l'emperador Teodosi I a Antioquia on la població s'havia revoltat contra els impostos. Cesari, juntament amb Ellobicus, aleshores magister militum per Orientem, van fer una investigació. Cesari va prestar especial atenció a la situació dels ciutadans d'Antioquia i en el seu informe a l'emperador va demanar clemència per a ells. L'orador antioquià Libani li va agrair això en un discurs.
Malgrat els seus mèrits, Cesari no va ser nomenat per a càrrecs superiors en els anys següents, quan Rufí era al poder com a magister officiorum i prefecte del pretori d'Orient. És possible que Cesari, tot i ser ortodox, no fos prou estricte contra els heretges. Mentrestant, el seu germà petit Aurelià va fer carrera, succeint Rufí com a magister officiorum el 392 i després ocupant el càrrec de praefectus urbi de Constantinoble entre el 393 i el 394.
Després que Rufí fos assassinat el novembre del 395, Cesari el va succeir com a prefecte del pretori d'Orient. Com a tal, va anul·lar diverses lleis que Rufí havia aprovat, incloent-hi l'exili dels licis de Constantinoble (els enemics de Rufí, Eutolmi Tacià i Pròcul havien estat licis) i la prohibició als eunomians de fer testaments. Tanmateix, Cesari no va actuar per oposició a Rufí, com ho demostra el fet que també va promulgar una llei que impedia que les vídues dels homes proscrits perdessin les seves propietats (la vídua de Rufí probablement es va beneficiar d'aquesta llei).
L'abril del 400, Gaines va tornar a Constantinoble amb el seu exèrcit i va demanar a l'emperador Arcadi que deposés i li lliurés Aurelià i Saturní. Gaines va escollir Cesari com a successor d'Aurelià al càrrec de prefecte del pretori d'Orient, però, al cap de poc temps, va abandonar Constantinoble i va ser derrotat pel magister militum per Orientem Fravita. Tanmateix, Cesari va mantenir el seu càrrec fins al 403. D'aquest període cal datar una inscripció a Tralles, en què es documenta Cesari com a Patrici, un títol que, combinat amb la prefectura pretoriana d'Orient i la seva condició d'excònsol, situava Cesari en una posició de molt poder a la cort.
Cesari va comprar un monestir als seguidors de Macedoni. La propietat havia estat deixada com a llegat als monjos per Eusebia, una amiga íntima de l'esposa de Cesari, que els havia demanat que enterressin les relíquies dels Quaranta Màrtirs de Sebaste que ella guardava a casa seva. Cesari va enderrocar el monestir i va enterrar la seva dona i l'amiga d'ella, després va construir un santuari dedicat a Sant Tirs i una tomba per a ell mateix a prop.

## A la literatura
Alguns estudiosos han identificat Cesari amb el personatge de Tifó de l'Aegyptus, sive De providentia de Sinesi, on la història de la lluita entre el déu egipci Osiris i Tifó s'utilitza per tornar a explicar la història de la lluita entre Aurelià (Osiris) i Cesari en el període de la revolta de Gaines. A la novel·la, Tifó-Cesari interpreta el paper del dolent, i Osiris-Aureli el personatge principal.
A banda dels seus mèrits literaris, el De providentia ha estat útil per reconstruir els esdeveniments d'aquell període, fins i tot si els historiadors necessiten reformular les al·legories a persones reals i esdeveniments històrics i eliminar el biaix de Sinesi a favor d'Aurelià.